# Orsanine
L'orsanine, ou 270 Fourneau, est un dérivé de l'arsenic pentavalent, qui a été utilisé dans le traitement de la maladie du sommeil. Cet isomère de position du stovarsol est le dérivé hydroxylé en position 2 de l'arsacétine, elle-même dérivé acétylé de l'atoxyl.

## Histoire
Découverte par Fourneau à l'Institut Pasteur de Paris, c'est par Jean Laigret, en 1925, à l'Institut Pasteur de Brazzaville, que l'orsanine fut introduite dans le traitement de la maladie du sommeil. Ses propriétés trypanocides la plaçaient en tête des composés arsenicaux, avec un indice thérapeutique cinq fois supérieur à celui du Salvarsan, découvert par Paul Ehrlich en 1909, et plus de deux fois supérieur à celui de la tryparsamide (it), découverte par Walter Jacobs (en) et Michael Heidelberger (en) en 1919.
Si l'orsanine a été d'une grande utilité, elle présentait de graves risques de toxicité, notamment oculaire, et elle n'avait que très peu d'action au deuxième stade, méningo-encéphalique, de la maladie. Cependant, utilisée à partir de 1925, elle l'est restée, soit seule, soit en association avec la tryparsamide chez les malades en seconde période, pendant une quinzaine d'années au terme desquelles on l'a abandonnée au profit de la suramine et de la pentamidine, aussi actives pendant la phase première lymphatico-sanguine, et moins toxiques.